# Unter Verdacht: Türkische Früchtchen
Türkische Früchtchen ist ein deutscher Fernsehfilm von Martin Weinhart aus dem Jahr 2013. Es handelt sich um die einundzwanzigste Episode der ZDF-Kriminalfilmreihe Unter Verdacht mit Senta Berger als Dr. Eva Maria Prohacek in der Hauptrolle.

## Handlung
Kommissar André Langner fährt gerade mit dem Bus, als zwei türkische Jugendliche eine weitere Gruppe Jugendlicher überfallen will. Im Krankenhaus kommt er Stunden später zu sich, er leidet unter einer Amnesie. Dr. Eva Prohacek stößt bei ihren Ermittlungen auf den Widerstand der Staatsregierung und von Prohaceks Vorgesetzten, Claus Reiter, die den Kollegen Langner zum Helden im Umgang mit einer gescheiterten Integrationspolitik ehren wollen.

## Hintergrund
Der Film wurde vom 18. Oktober 2012 bis zum 20. November 2012 in München und Umgebung gedreht. Die Folge wurde am 8. November 2013 um 20:15 Uhr auf arte erstausgestrahlt.

## Kritik
Die Kritiker der Fernsehzeitschrift TV Spielfilm vergaben dem Film die bestmögliche Wertung, sie zeigten mit dem Daumen nach oben. Sie konstatierten: „Packender Fall, der die richtigen Fragen stellt“.